# Буряк, Анна Эдуардовна
Анна Эдуардовна Буряк (род. 29 января 1990, Луганск) — украинская, российская спортсменка по современному пятиборью. Чемпионка мира и Европы. С мая 2014 года выступает на международных соревнованиях под флагом России.

## Биография
Анна Буряк родилась в городе Кировск Луганской области (Украинская ССР) 29 января 1990 года. Выступала за сборную команду Украины по современному пятиборью. В начале 2014 года Анна Буряк обратилась с просьбой принять её в члены ФСПР и предоставить ей возможность выступать за сборную России в связи с переездом в РФ на постоянное проживание. Официально с мая 2014 года выступает за сборную команду России.
Тренируется в Москве под руководством Меньшикова Д. А., Черкасовой С. С. До переезда в Москву тренировалась в г. Луганске под руководством заслуженного тренера Украины Донченко Андрея Витальевича. До переезда (в Кировске) в Луганск тренировалась у Синяева Григория Викторовича.

## Чемпионаты России
- На Чемпионате России 2016 года в Москве завоевала золотую медаль в личном первенстве.
- Итоговые результаты.

| Место | Спортсмен           | Возраст | плавание результат(место)/очки | фехтование результат (место) /победы/поражения | конкур результат (место) | Комбайн результат(место)/очки | Сумма |
| 1     | Буряк Анна · Москва | 26 лет  | 2.15,71(9)/293                 | 279(3) 19V-9D                                  | 290 (14)                 | 12.26,76(3)/554               | 1368  |